# ایتاپیرانگا (سانتا کاتارینا)
ایتاپیرانگا (به پرتغالی: Itapiranga) یک منطقهٔ مسکونی در برزیل است که در سانتا کاتارینا واقع شده‌است. ایتاپیرانگا ۲۸۰٫۱۱۶ کیلومتر مربع مساحت و ۱۷٬۰۰۷ نفر جمعیت دارد و ۲۰۶ متر بالاتر از سطح دریا واقع شده‌است.